# آخرین فرود
آخرین فرود (به انگلیسی: The Last Drop) فیلمی محصول سال ۲۰۰۶ و به کارگردانی کالین تیگ است. در این فیلم بازیگرانی همچون بیلی زین، مایکل مدسن، کارل رودن، تامی فلاناگان، لاورنس فاکس، اندرو هاوارد، جک دی، نیک موران، ریف اسپال، شان پرتوی، نیل جکسون، آگات دو لا بوله، دیوید ژینولا و الکساندر اسکاشگورد ایفای نقش کرده‌اند.